# Армалис, Мантас
Мантас Армалис (лит. Mantas Armalis, родился 6 сентября 1992 в Плунге) — литовский хоккеист, вратарь клуба «Юргорден» и сборной Литвы.

## Клубная карьера
Выступал в шведском чемпионате за клуб «Юргорден» из Стокгольма (высшего хоккейного дивизиона Швеции). 11 апреля 2016 года подписал предварительный договор с командой Сан-Хосе Шаркс из НХЛ, но играл только за фарм-клуб Сан-Хосе Барракуда. В 2017 году перешёл в клуб КХЛ Динамо Рига.

## Карьера в сборной
Участвовал в чемпионатах мира первого дивизиона A среди команд до 18 лет и чемпионатах мира второго дивизиона среди команд до 20 лет, став в 2012 году лучшим вратарём молодёжного чемпионата мира второго дивизиона и серебряным призёром. В основной сборной играет с 2011 года.

## Награды
- Победитель первого дивизиона чемпионата мира 2018 года (сборная Литвы)

## Вне хоккея
В возрасте 4 месяцев вместе с родителями переехал в Швецию. Отец и мать были мастерами спортивного ориентирования и переехали в Швецию, в которой набирал популярность этот спорт. Мантас изначально занимался некоторое время спортивным ориентированием, но затем выбрал хоккей. Армалис также участвовал в показах коллекций одежды от Versace «весна-лето 2012» и «осень-зима 2013».
Мантас параллельно участвует в проекте «Драфт в небо», направленном на создание фильма в память об Алексее Черепанове.